# ماریا کانالز باررا

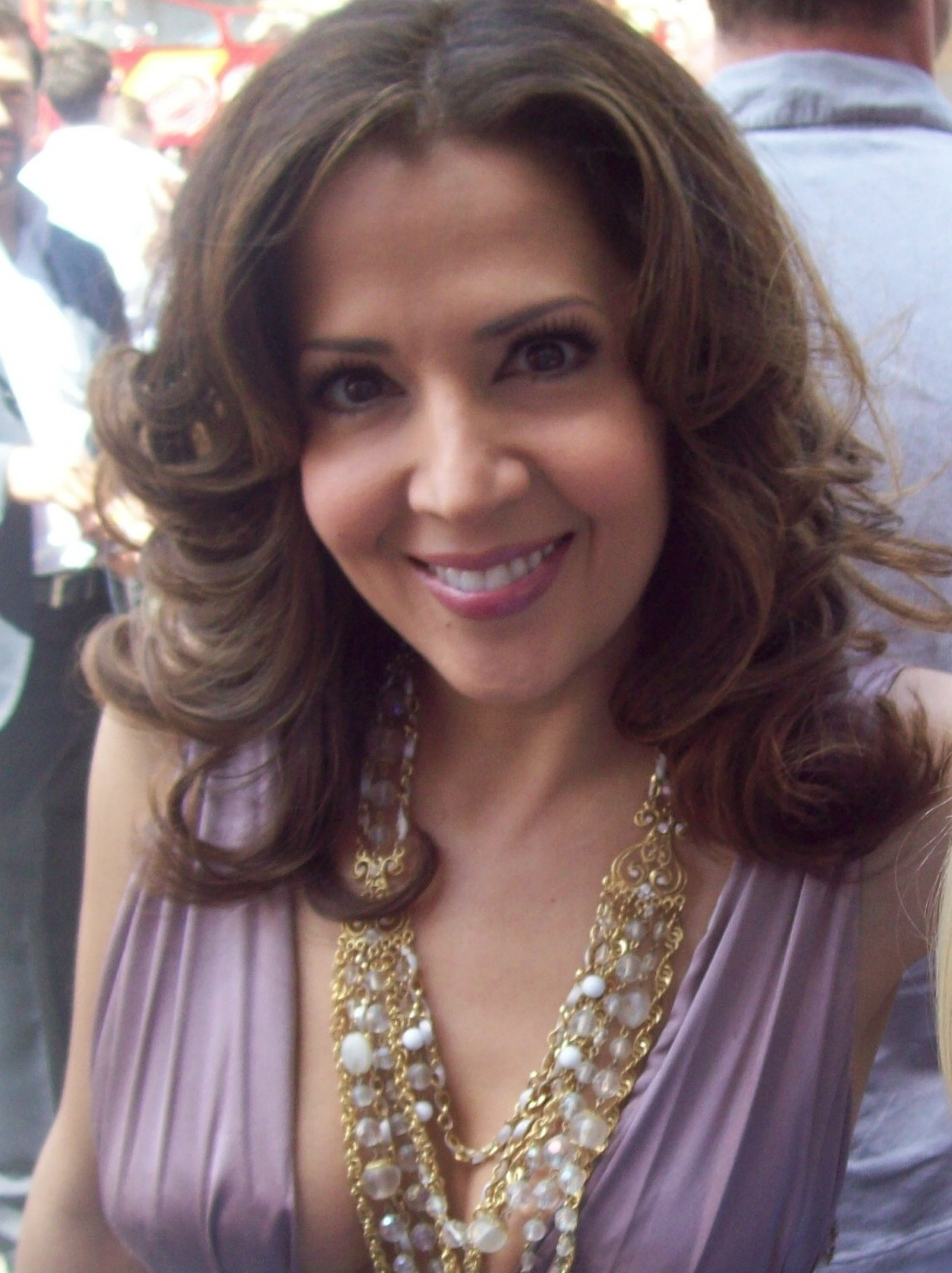

ماریا کانالز باررا (انگلیسی: María Canals Barrera؛ زادهٔ ۲۸ سپتامبر ۱۹۶۶) یک هنرپیشه، و بازیگر سینما اهل ایالات متحده آمریکا است. وی از سال ۱۹۹۰ میلادی تاکنون مشغول فعالیت بوده‌است.

## بخشی از فیلمشناسی
از فیلم‌ها یا برنامه‌های تلویزیونی که وی در آن نقش داشته‌است می‌توان به آثار زیر اشاره کرد.
- خانواده من (۱۹۹۵)
- دلبر آمریکایی (۲۰۰۱)
- تصور آرژانتین (۲۰۰۳)
- لری کراون (۲۰۱۱)
- بتمن: شوالیه تاریکی بازمی‌گردد (فیلم) قسمت اول (۲۰۱۲)
- بتمن: شوالیه تاریکی بازمی‌گردد (فیلم) قسمت دوم (۲۰۱۳)
- خدا نمرده است ۲ (۲۰۱۶)
- تایتان‌های نوجوان: قرارداد یهودا (۲۰۱۷)
- خیابان جامپ شماره ۲۱ (۱۹۹۰)
- گدایان و انتخاب‌کنندگان (۱۹۹۹)
- زیاد ذوق‌زده نشو (۲۰۰۴)
- دنی فانتوم (۲۰۰۴–۲۰۰۷)
- جادوگران محله ویورلی (۲۰۰۷–۲۰۱۲)
- کمپ راک (۲۰۰۸)
- جادوگران محله ویورلی: فیلم (۲۰۰۹)
- کمپ راک ۲: پایان جم (۲۰۱۰)
- بازگشت جادوگران: الکس در مقابل الکس (۲۰۱۳)
- بابای بچه (۲۰۱۴)
- وصله جنایتکاران (مجموعه تلویزیونی) (۲۰۱۴)
- فقط برای اعضا (مجموعه تلویزیونی) (۲۰۱۵)
- تئوری بیگ بنگ (۲۰۱۶)
- ویکسن (۲۰۱۷)